# Natolin (Lipie)
Natolin ist eine Ortschaft mit einem Schulzenamt der Landgemeinde Lipie im Powiat Kłobucki der Woiwodschaft Schlesien in Polen.

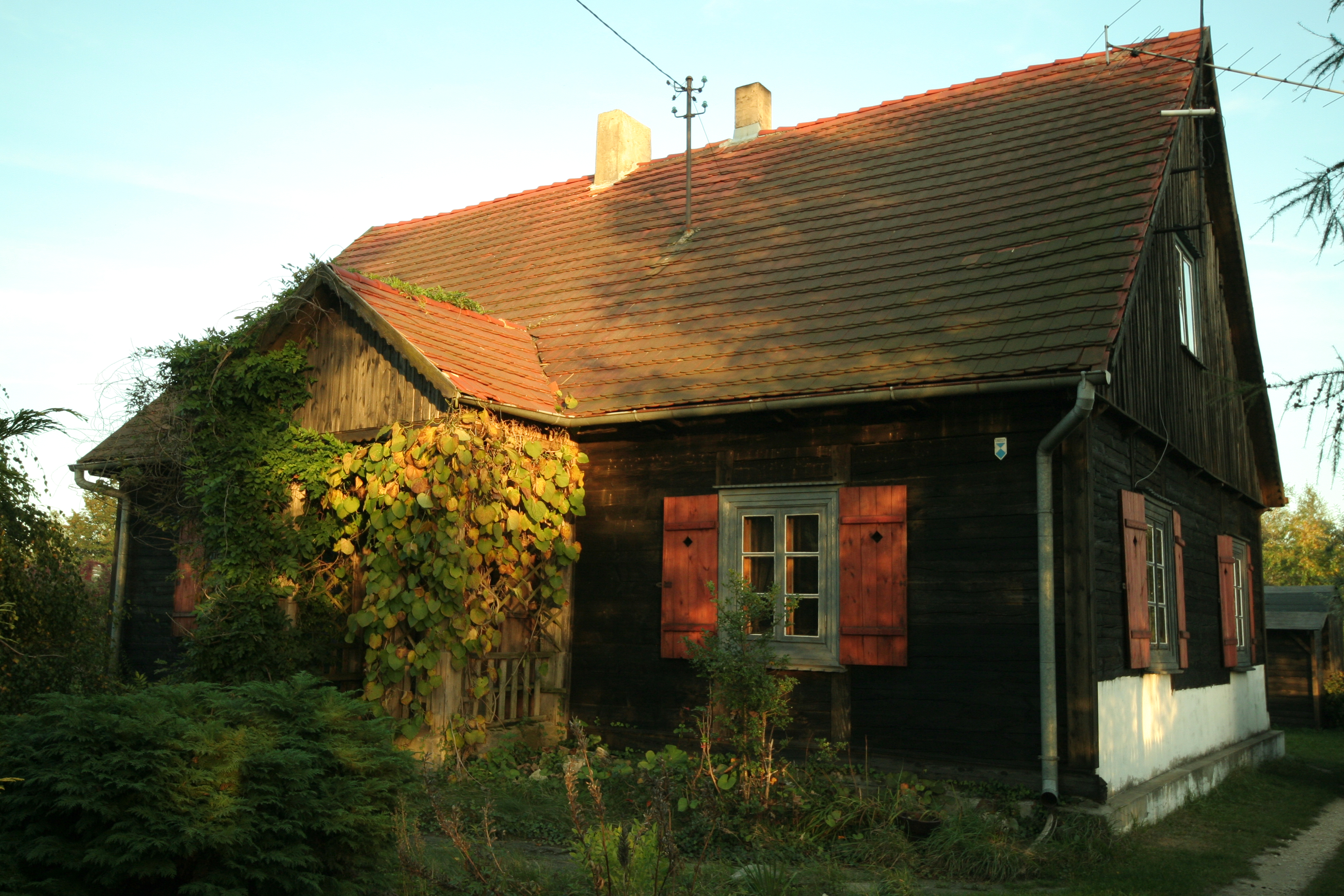
Holzhaus in Natolin

## Geschichte
Ein evangelisches Holzbethaus in der Kolonie Natolin entstand noch im 18. Jahrhundert. Nach der zweiten Teilung Polens von 1793 bis 1807 gehörte das Dorf zu Südpreußen. 1807 kam es ins Herzogtum Warschau und 1815 ins neu entstandene russisch beherrschte Kongresspolen.
Der Ortsname ist vom Personennamen Natalia mit dem besitzanzeigenden Suffix -in abgeleitet. Nach der örtlichen Überlieferung teilte der Dorfbesitzer namens Linde sein Besitztum zwischen seinen Kindern: Stanisław erhielt Stanisławów, Julian Julianów, Albert Albertów, Rozalia Rozalin und Natalia Natolin.
Im Jahr 1849 befand sich in Natolin das einzige evangelische Kantorat (im Sinne eines Bethauses, aber oft nur einer Grundschule) im Powiat Częstochowski, die 228 Protestanten umfasste. Deutsche evangelische Bauern lebten auch in benachbarten Dörfern Lindów und Rozalin und bei der Hütte in Panki gab es evangelische Arbeiter. Im Jahr 1854 wurde in Panki eine evangelisch-augsburgische Filialgemeinde von Wieluń gegründet. Als die Filialgemeinde Panki aufgelöst wurde, wurden ihre Mitglieder von der Gemeinde in Tschenstochau übernommen.
Nach dem Ende des Ersten Weltkriegs kam Natolin zu Polen und gehörte zu der Gemeinde Lipie im Powiat Częstochowski in der Woiwodschaft Kielce (1919–1939). 1921 deklarierten sich 128 aus 349 Bewohnern als deutscher Nationalität, außer 223 Römisch-Katholiken gab es 116 Lutheranern und 10 Juden. Unterbrochen wurde dies nur durch die Besetzung Polens durch die Wehrmacht im Zweiten Weltkrieg. Es gehörte dann zum Landkreis Blachstädt im Regierungsbezirk Kattowitz in der Provinz Schlesien (seit 1941 Provinz Oberschlesien). Lindów, Natolin und Rozalin waren die einzigen Ortschaften im Landkreis Blachstädt, wo 1941 alle Polen zwangsweise ausgesiedelt wurden, um Volksdeutsche anzusiedeln. In Lindów wurden damals 38 Familien bzw. 190 Personen ausgesiedelt und ins Deutsche Reich als Zwangsarbeiter herbeigeholt.
1950 kam es an die Woiwodschaft Katowice. Von 1975 bis 1998 gehörte Natolin zur Woiwodschaft Częstochowa.
In Natolin befinden sich Überreste eines evangelischen Friedhofs.